# Alcmaria Victrix
Sportvereniging Alcmaria Victrix is een Nederlandse omnisportvereniging uit Alkmaar. Sinds de oprichting is de club actief in verschillende sporttakken, zoals voetbal, honkbal, softbal en de wielersport. De naam is afgeleid van de wapenspreuk uit het wapen van Alkmaar ("Alkmaar overwinnaar").